# Isòtops del protoactini
El protoactini (Pa) no té cap isòtop estable. Això no obstant, té una composició isotòpiques característica tèrria que permet donar una massa atòmica de 231.03588(2) u
S'han caracteritzat 29 radioisòtops, els més estables dels quals són el 231Pa amb un període de semidesintegració de 32.760 anys, el 233Pa amb un període de semidesintegració de 26.967 dies i el 230Pa amb un període de semidesintegració de 17,4 dies. La resta d'isòtops radioactius tenen un període de semidesintegració menor d'1,6 dies i la majoria d'ells menor d'1.8 segons. Aquest element té també dos isòmers nuclears el 217mPa (t½ 1,15 mil·lisegons) i el 234mPa (t½ 1,17 minuts)
El mode de desintegració primari dels isòtops més lleugers que l'isòtop més estable, el 231Pa és emissió alfa, excepte del 228Pa al 230Pa que ho fan per captura electrònica a isòtops de tori. El mode de desintegració dels més pesants és per emissió beta. El producte de desintegració dels isòtops més lleugers que el 227Pa i el 231Pa són isòtops de l'element Ac actini i el dels més pesats són isòtops de l'element U urani
Els isòtops del protoactini de la cadena de desintegració radioactiva de l'urani eren coneguts com: 
- urani X₂ o brevi : 234mPa (fou el primer isòtop descobert del protoactini anomenat eka-tantalum quan fou predit per Mendeléiev el 1871.[1]
- urani Z : 234Pa

## Taula
| Símbol del núclid | Z(p)                | N(n)                | massa isotòpica(u)  | període de semidesintegració | Espín nuclear | composició isotòpics representativa (fracció molar) | rang de variació natural (fracció molar) |
| Símbol del núclid | energia d'excitació | energia d'excitació | energia d'excitació | període de semidesintegració | Espín nuclear | composició isotòpics representativa (fracció molar) | rang de variació natural (fracció molar) |
| ----------------- | ------------------- | ------------------- | ------------------- | ---------------------------- | ------------- | --------------------------------------------------- | ---------------------------------------- |
| 212Pa             | 91                  | 121                 | 212.02320(8)        | 8(5) ms [5.1(+61-19) ms]     | 7+#           |                                                     |                                          |
| 213Pa             | 91                  | 122                 | 213.02111(8)        | 7(3) ms [5.3(+40-16) ms]     | 9/2-#         |                                                     |                                          |
| 214Pa             | 91                  | 123                 | 214.02092(8)        | 17(3) ms                     |               |                                                     |                                          |
| 215Pa             | 91                  | 124                 | 215.01919(9)        | 14(2) ms                     | 9/2-#         |                                                     |                                          |
| 216Pa             | 91                  | 125                 | 216.01911(8)        | 105(12) ms                   |               |                                                     |                                          |
| 217Pa             | 91                  | 126                 | 217.01832(6)        | 3.48(9) ms                   | 9/2-#         |                                                     |                                          |
| 217mPa            | 1860(7) keV         | 1860(7) keV         | 1860(7) keV         | 1.08(3) ms                   | 29/2+#        |                                                     |                                          |
| 218Pa             | 91                  | 127                 | 218.020042(26)      | 0.113(1) ms                  |               |                                                     |                                          |
| 219Pa             | 91                  | 128                 | 219.01988(6)        | 53(10) ns                    | 9/2-          |                                                     |                                          |
| 220Pa             | 91                  | 129                 | 220.02188(6)        | 780(160) ns                  | 1-#           |                                                     |                                          |
| 221Pa             | 91                  | 130                 | 221.02188(6)        | 4.9(8) µs                    | 9/2-          |                                                     |                                          |
| 222Pa             | 91                  | 131                 | 222.02374(8)#       | 3.2(3) ms                    |               |                                                     |                                          |
| 223Pa             | 91                  | 132                 | 223.02396(8)        | 5.1(6) ms                    |               |                                                     |                                          |
| 224Pa             | 91                  | 133                 | 224.025626(17)      | 844(19) ms                   | 5-#           |                                                     |                                          |
| 225Pa             | 91                  | 134                 | 225.02613(8)        | 1.7(2) s                     | 5/2-#         |                                                     |                                          |
| 226Pa             | 91                  | 135                 | 226.027948(12)      | 1.8(2) min                   |               |                                                     |                                          |
| 227Pa             | 91                  | 136                 | 227.028805(8)       | 38.3(3) min                  | (5/2-)        |                                                     |                                          |
| 228Pa             | 91                  | 137                 | 228.031051(5)       | 22(1) h                      | 3+            |                                                     |                                          |
| 229Pa             | 91                  | 138                 | 229.0320968(30)     | 1.50(5) d                    | (5/2+)        |                                                     |                                          |
| 229mPa            | 11.6(3) keV         | 11.6(3) keV         | 11.6(3) keV         | 420(30) ns                   | 3/2-          |                                                     |                                          |
| 230Pa             | 91                  | 139                 | 230.034541(4)       | 17.4(5) d                    | (2-)          |                                                     |                                          |
| 231Pa             | 91                  | 140                 | 231.0358840(24)     | 3.276(11)E+4 a               | 3/2-          | 1.0000                                              |                                          |
| 232Pa             | 91                  | 141                 | 232.038592(8)       | 1.31(2) d                    | (2-)          |                                                     |                                          |
| 233Pa             | 91                  | 142                 | 233.0402473(23)     | 26.975(13) d                 | 3/2-          |                                                     |                                          |
| 234Pa             | 91                  | 143                 | 234.043308(5)       | 6.70(5) h                    | 4+            |                                                     |                                          |
| 234mPa            | 78(3) keV           | 78(3) keV           | 78(3) keV           | 1.17(3) min                  | (0-)          |                                                     |                                          |
| 235Pa             | 91                  | 144                 | 235.04544(5)        | 24.44(11) min                | (3/2-)        |                                                     |                                          |
| 236Pa             | 91                  | 145                 | 236.04868(21)       | 9.1(1) min                   | 1(-)          |                                                     |                                          |
| 237Pa             | 91                  | 146                 | 237.05115(11)       | 8.7(2) min                   | (1/2+)        |                                                     |                                          |
| 238Pa             | 91                  | 147                 | 238.05450(6)        | 2.27(9) min                  | (3-)#         |                                                     |                                          |
| 239Pa             | 91                  | 148                 | 239.05726(21)#      | 1.8(5) h                     | (3/2)(-#)     |                                                     |                                          |
| 240Pa             | 91                  | 149                 | 240.06098(32)#      | 2# min                       |               |                                                     |                                          |